# Donk (Maldegem)
Donk is een kerkdorp in de Belgische provincie Oost-Vlaanderen. Het ligt in de gemeente Maldegem, tegen de grens met West-Vlaanderen. De plaats ligt aan de Heirweg, die de vroegere verbinding tussen Brugge en Antwerpen vormde. Tegenwoordig ligt Donk in een rustige, landelijke omgeving op de grens van het Vlaamse polderland en het hoger gelegen zandige deel van Vlaanderen.

## Geschiedenis
Donk was oorspronkelijk een Frankische nederzetting.
De hoeve 'Brezende' is vermoedelijk afkomstig van een oud Frankisch hof of allodium. Er zouden oorspronkelijk drie boerderijen hebben gestaan, waarvan er uiteindelijk één is overgebleven, waarvan het woonhuis uit 1739 dateert. Resten van muren en een waterput, alsmede resten van omwallingen en grachten, zijn nog getuigen van de vroegere situatie.
In kerkelijke zin was Donk verbonden met de Abdij van Zoetendale of "Dulcis Vallis". Deze werd in 1215 gesticht door Beatrix de Pola en haar zoon Jan van Meesen. De abdij lag op de plaats waar de toenmalige ambachten Heille, Moerkerke en Maldegem bij elkaar kwamen. Het geestelijk leven bloeide, maar na het hoogtepunt in 1340 ging het bergafwaarts. In 1578 werd de abdij verwoest door de Geuzen.
In 1775 kwamen de eigendommen van de Abdij in particuliere handen, en in de 19e eeuw werden er op deze plaats vier boerderijen gebouwd die nog steeds 'Zoetendale' of de 'Vier Hofstees' worden genoemd.
Sedert de verwoesting van de abdij kerkte men in Maldegem, maar omstreeks de tweede helft van de 19e eeuw ontstond de wens om een eigen parochie te stichten, nadat ook Kleit een zelfstandige parochie was geworden. In 1877 begon de bouw van een eigen kerk. De neogotische Sint-Jozefkerk werd ingewijd in 1883.
Donk bezat een spoorwegstation dat echter in 1959 werd gesloten. Tegenwoordig loopt er een smalspoormuseumlijn van het Stoomcentrum Maldegem naartoe.

## Bezienswaardigheden
- De Sint-Jozefkerk uit 1883. Ze bezit een orgelkast uit 1720, maar het orgel is nog ouder, daar het dateert van omstreeks 1700. Hier rondom zijn enkele kapelletjes ter ere van Sint-Antonius Abt en is er een Mariagrot met enkele statiën die de Zeven Smarten van Maria verzinnebeelden.
- In Donk bevindt zich het particuliere landbouwmuseum 'Smoufelbeekhoeve' waarin een wagenmakerij, een smidse, in onbruik geraakte landbouwgereedschappen en oude tractoren tentoongesteld zijn.

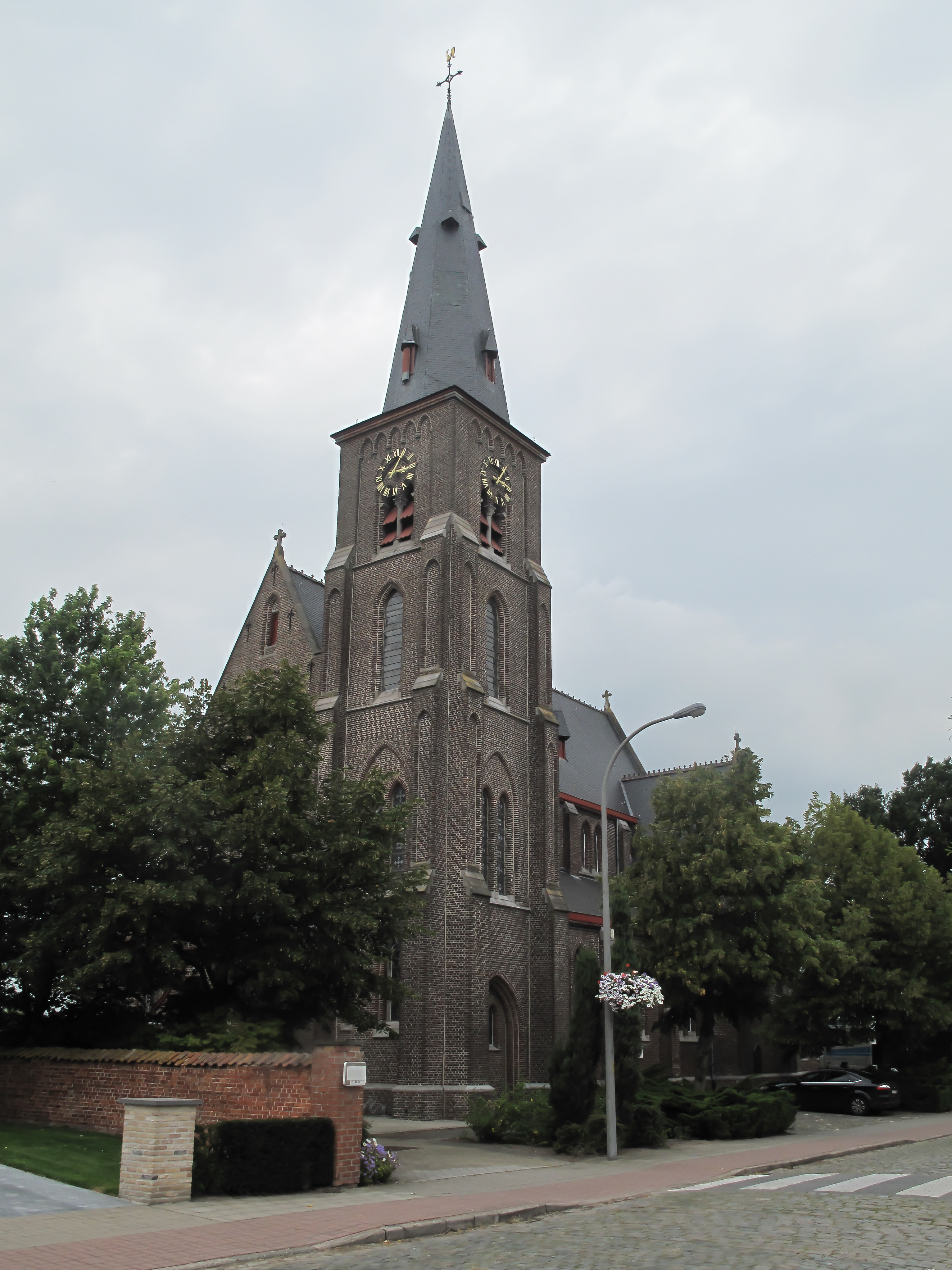
Donk, de kerk
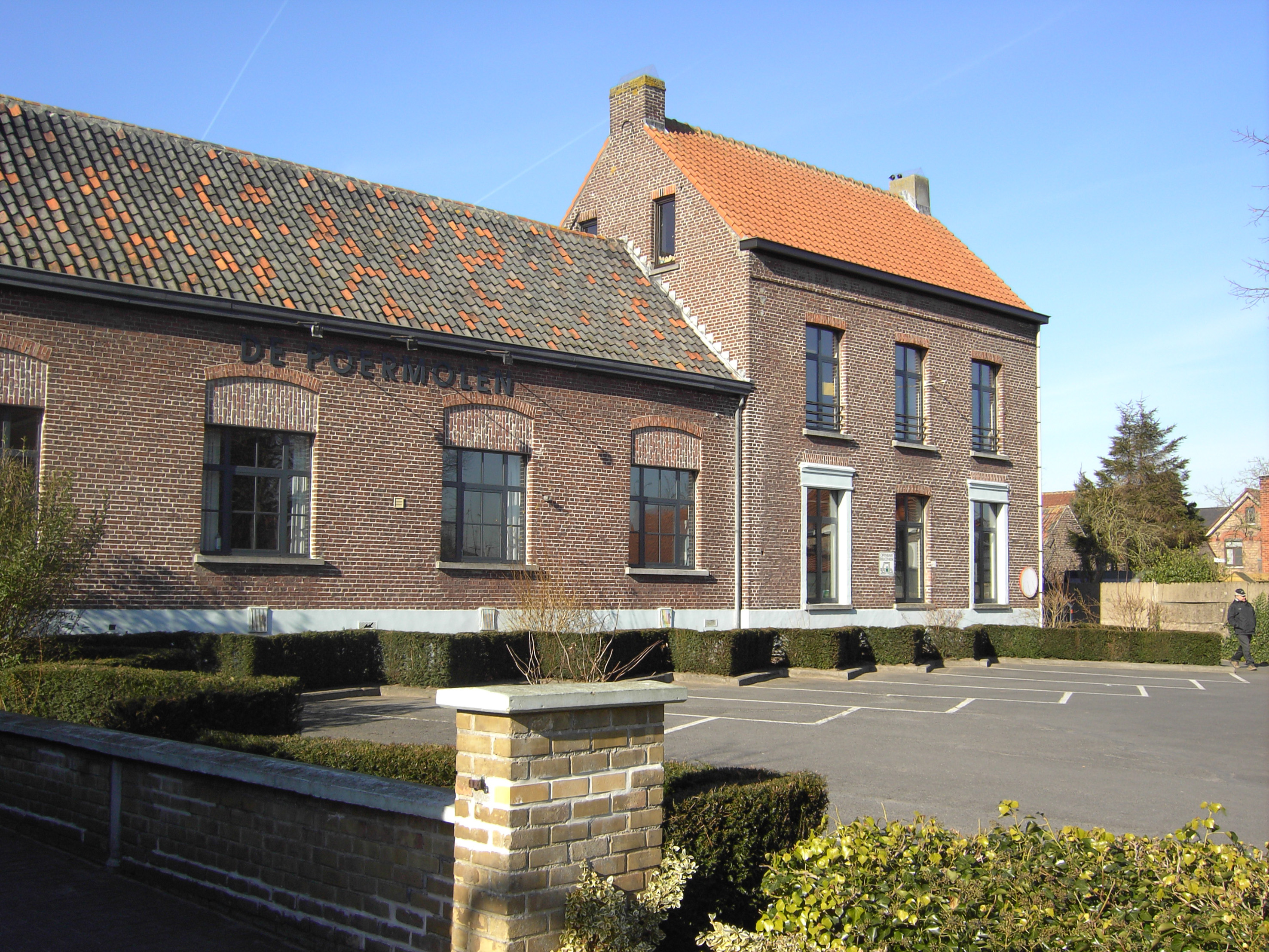
Donk, de polyvalente gemeentezaal

## Natuur en landschap
Donk ligt in zandig Vlaanderen op een hoogte van ongeveer 7 meter. Ten noorden van Donk bevinden zich de twee parallelle kanalen Leopoldkanaal en Schipdonkkanaal. Donk ontwikkelde zich langs de Antwerpse Heirweg, die van oost naar west de kern doorkruist.

## Nabijgelegen kernen
Maldegem, Sijsele, Moerkerke, Sint-Rita, Middelburg